# Port de Tel Aviv

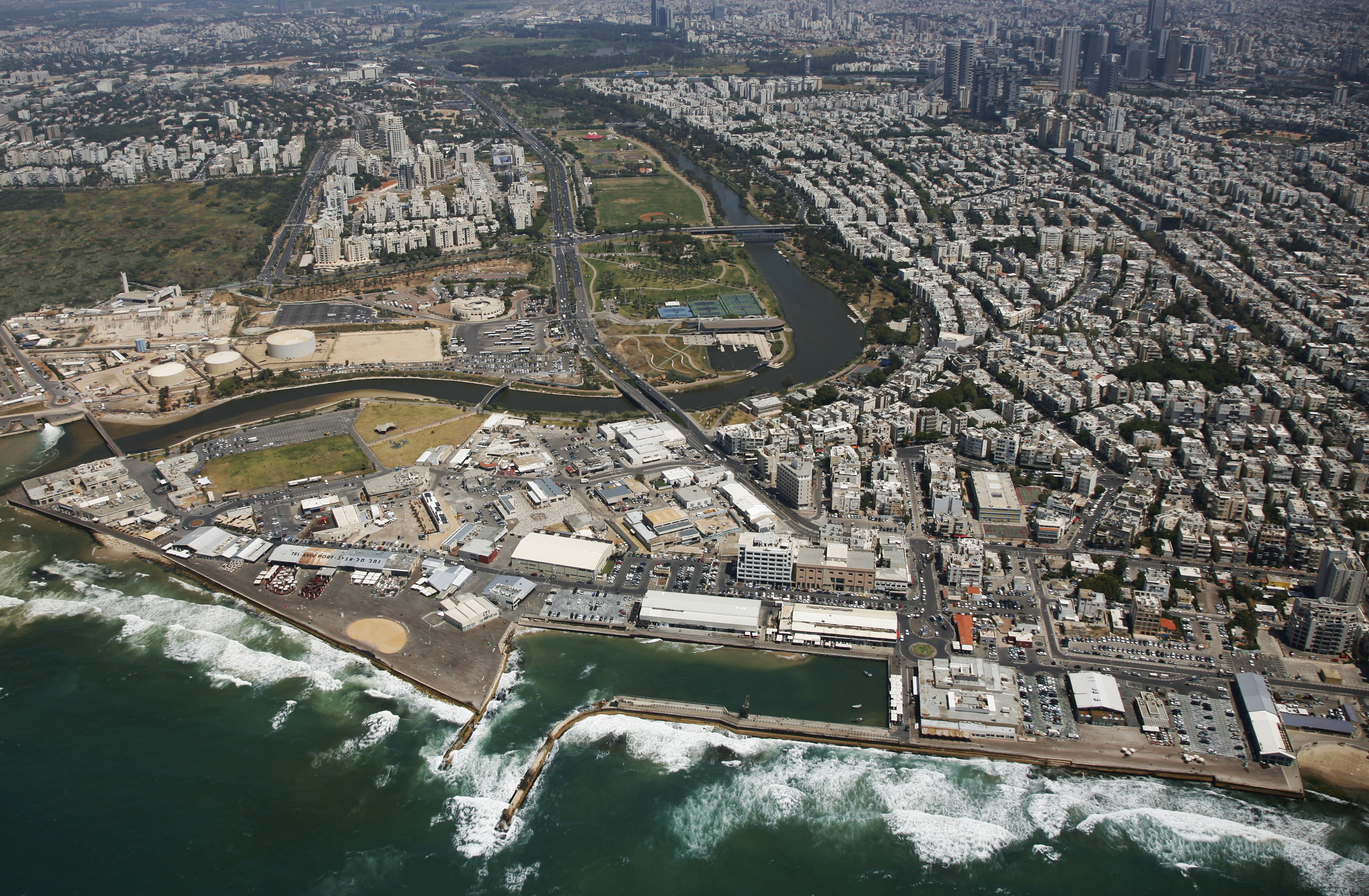
Port de Tel Aviv

Port de Tel Aviv était un vieux port Tel Aviv, en Israël. Il a été utilisé entre les années 1938 et 1965. Il était à côté de l'embouchure de la rivière Yarkon. Après sa fermeture en 1965, il a été déplacé au port d'Ashdod et est devenu une zone de stockage. Dans les années 2000, il a été rénové et est devenu une zone commerciale et de loisirs. Des programmes de reconstruction et de réhabilitation sont en cours après plus de dix ans. 
Le port de Tel Aviv était une partie d'une grande zone de développement appelée : « la péninsule rivière Yarkon » parce qu'il a été construit à côté du parc Orient qui ressemble à une péninsule d'en haut. La zone autour du port a été construite dans les années 1930.

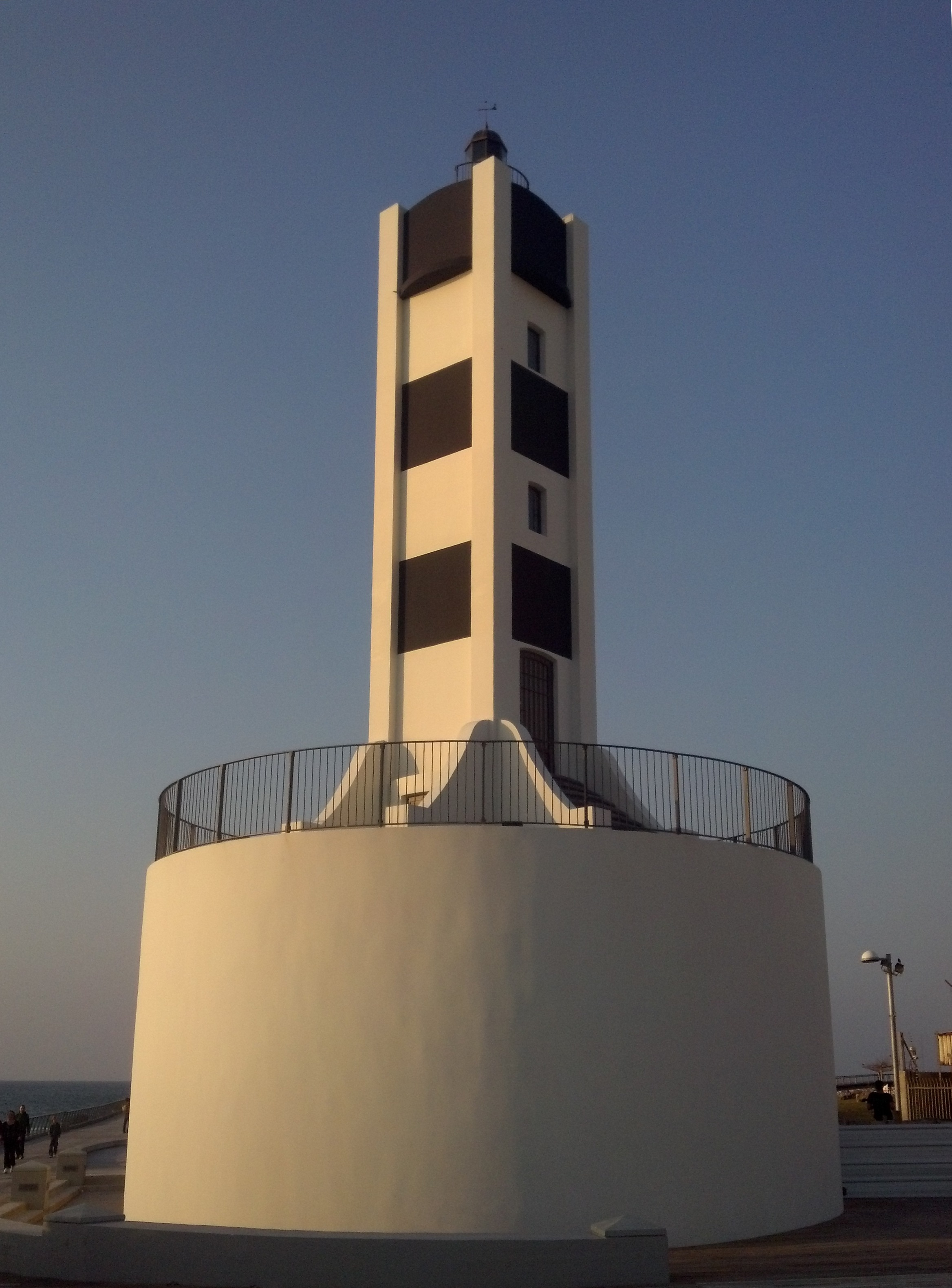
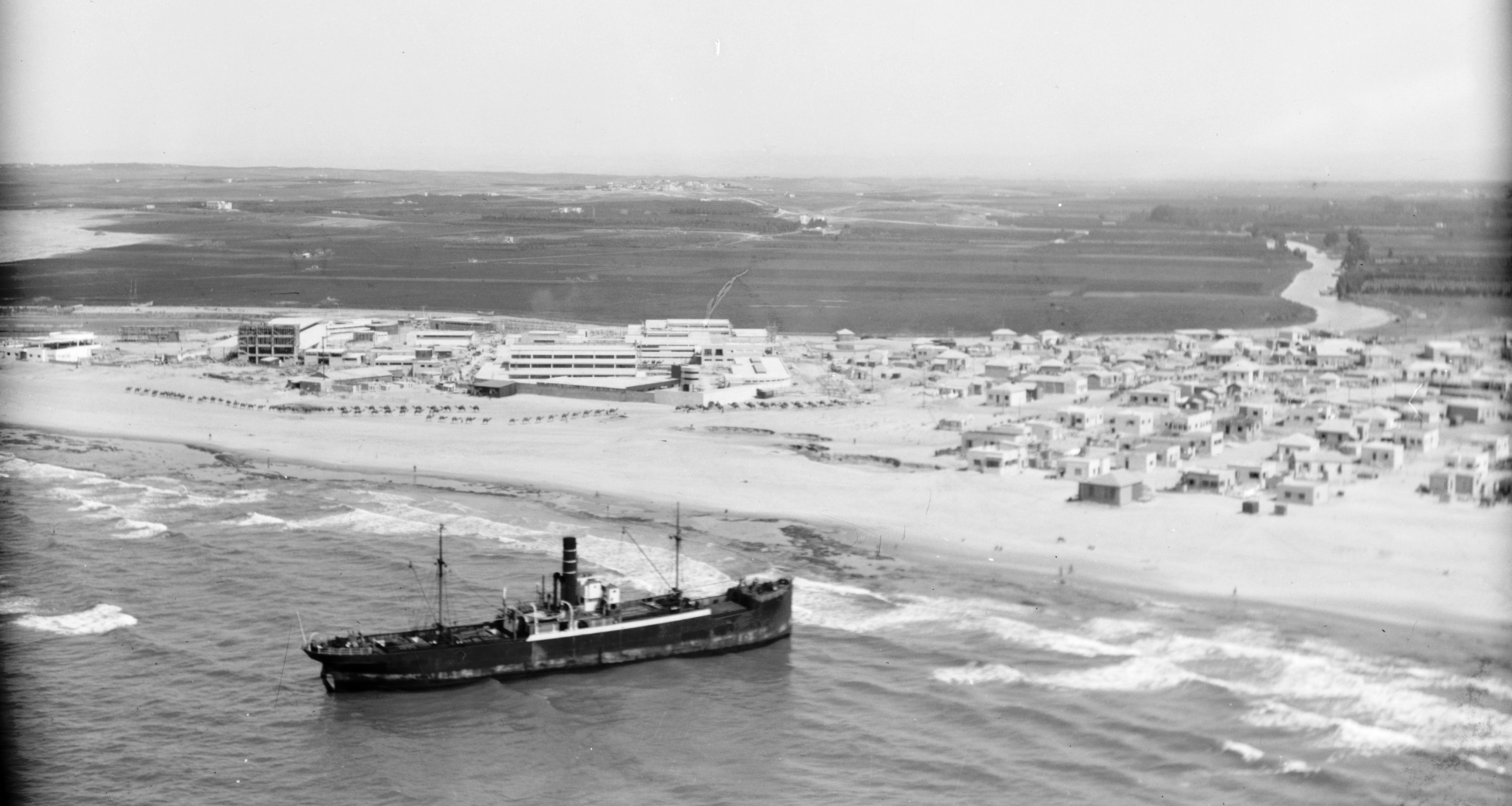
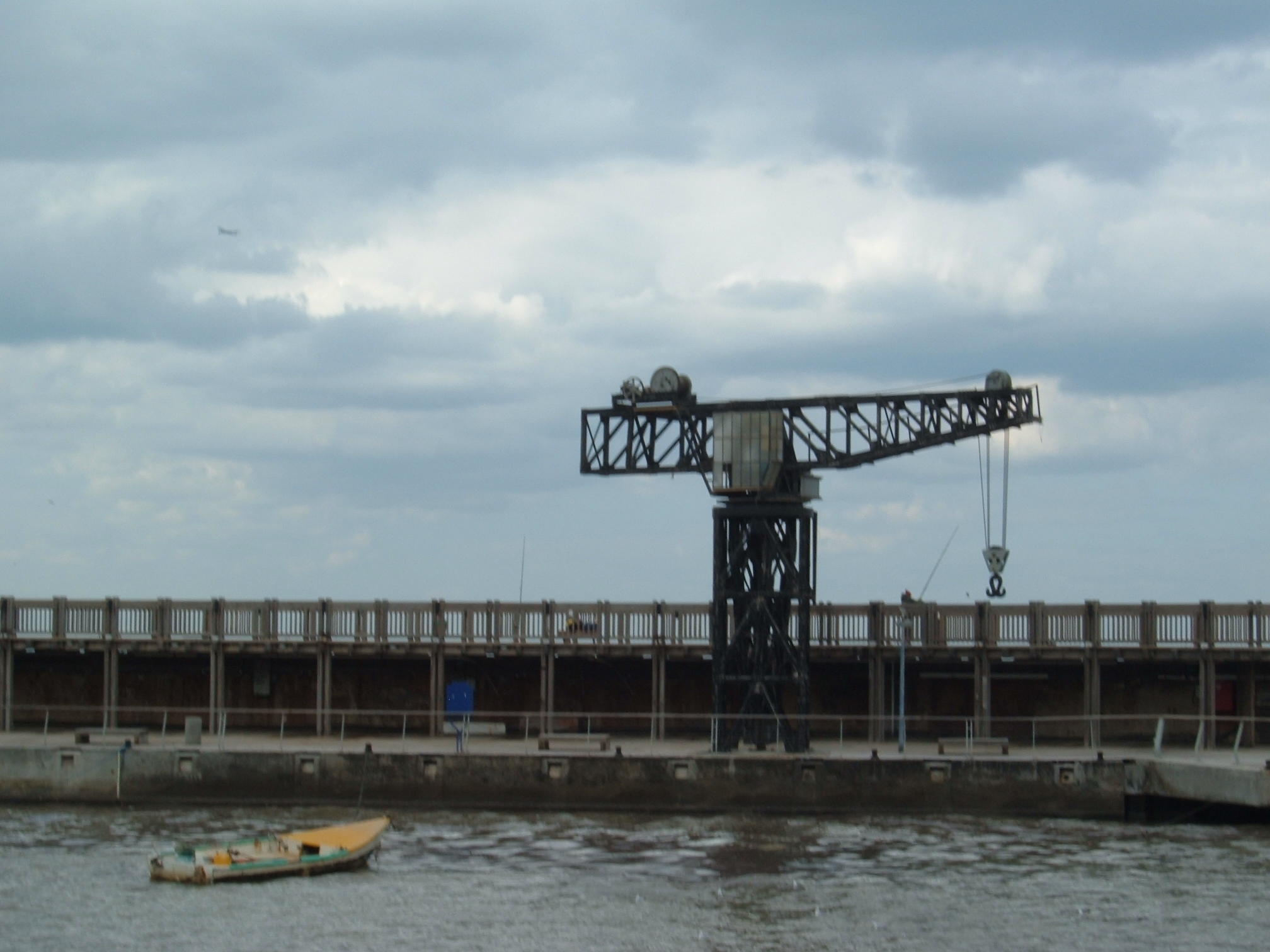
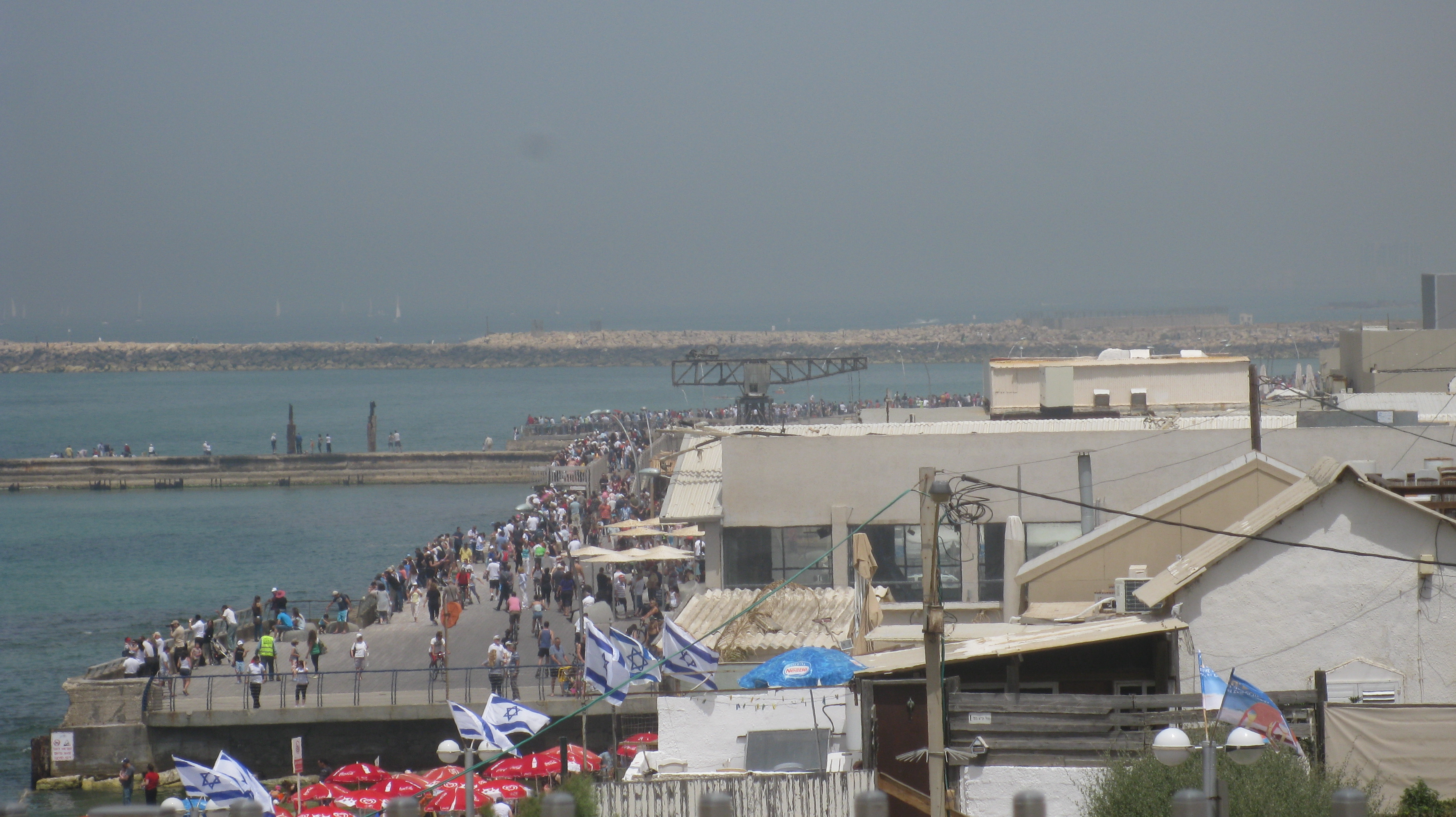